# Base de datos de Dortmund
La Base de datos de Dortmund (abreviado de sus siglas en inglés: DDB) es una base de datos para termodinámica y datos termofísicos. Su uso principal es el suministro de datos para la simulación de procesos donde los datos experimentales son la base para el diseño, análisis, síntesis y optimización de procesos químicos. La DDB se utiliza para ajustar parámetros para modelos termodinámicos como NRTL o UNIQUAC y para muchas ecuaciones diferentes que describen propiedades de componentes puros como, por ejemplo, la ecuación de Antoine para presiones de vapor. La BBDD también se utiliza para el desarrollo y revisión de métodos predictivos como UNIFAC y PSRK.

## Contenido

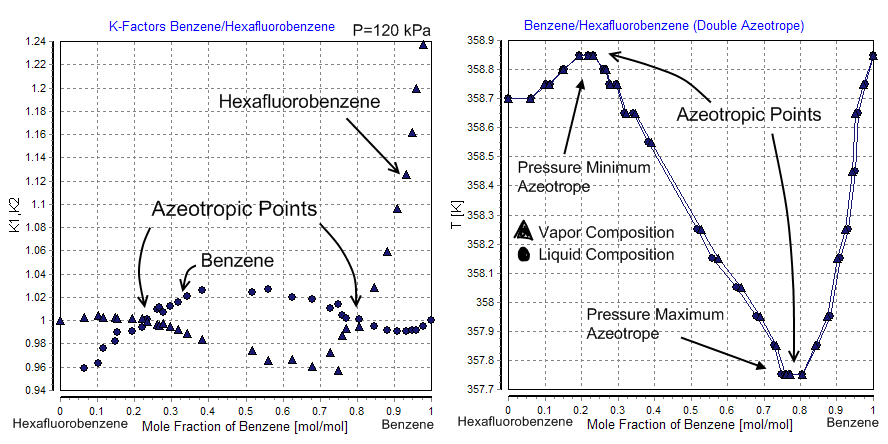
Doble Azeótropo de Benceno y Hexafluorbenceno, tomado de la Base de Dortmund

- Datos de equilibrio de fases (vapor-líquido, líquido-líquido, sólido-líquido), datos sobre azeotropía y zeotropía.
- Mezcla de entalpías
- Solubilidades de gases
- Coeficiente de actividads en dilución infinita
- Capacidades caloríficas y el exceso de capacidad calorífica
- Volúmenes, densidades y volúmenes en exceso (efecto de volumen de la mezcla)
- Solubilidad de sales
- Coeficientes de reparto octanol-agua
- Datos críticos

Los bases de datos de mezclas contienen actualmente (abril de 2007) aproximadamente 308.000 conjuntos de datos con 2.157.000 puntos de datos para 10750 componentes que construyen 84870 sistemas/combinaciones binarios, ternarios y superiores diferentes.

#### Propiedades puras de los componentes
- Presiones de vapor saturadas
- Densidades saturadas
- Viscosidades
- Conductividad térmica
- Datos críticos (Tc, Pc, Vc)
- Punto triple
- Puntos de fusión
- Capacidades calorificas

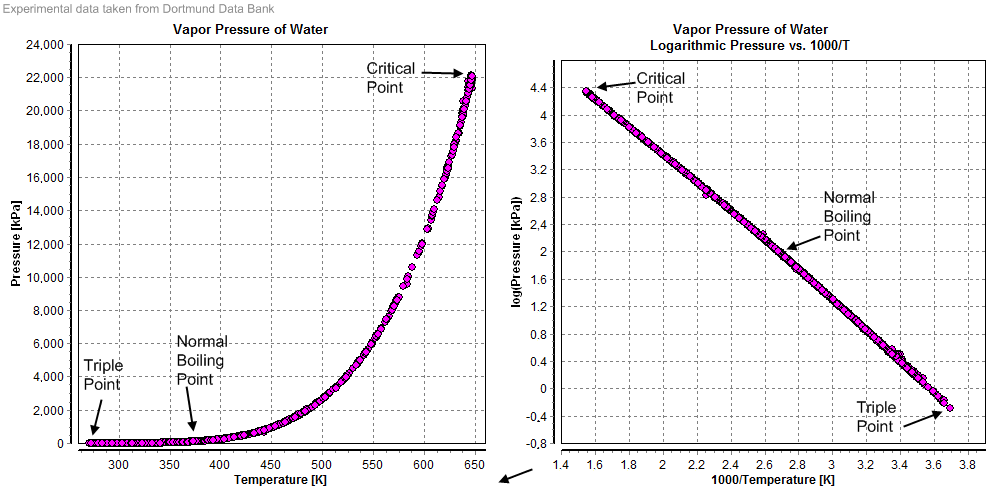
Diagramas de presión de vapor de agua

- Calores de fusión, sublimación y vaporización
- Calores de formación y combustión
- Calores y temperaturas de transición para sólidos
- Velocidad del sonido
- Datos P-v-T incluyendo coeficientes virales
- Funciones de energía
- entalpías y Entropías
- Tensiones superficiales

Las bases de datos de propiedades de componentes puros contiene actualmente (abril de 2007) unos 157.000 conjuntos de datos con 1.080.000 puntos de datos para 16700 componentes diferentes.
Entalpía de vaporización

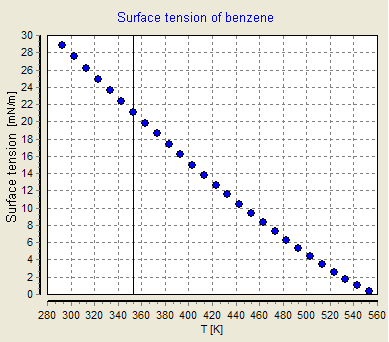
Tensión superficial del benceno
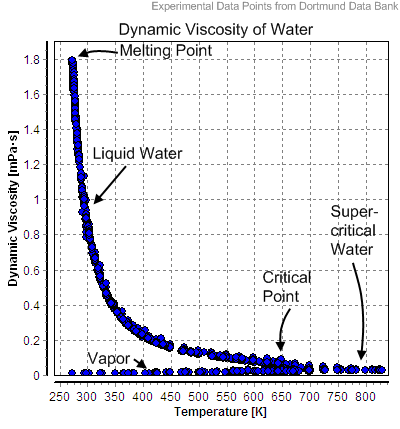
Viscosidad dinámica del agua
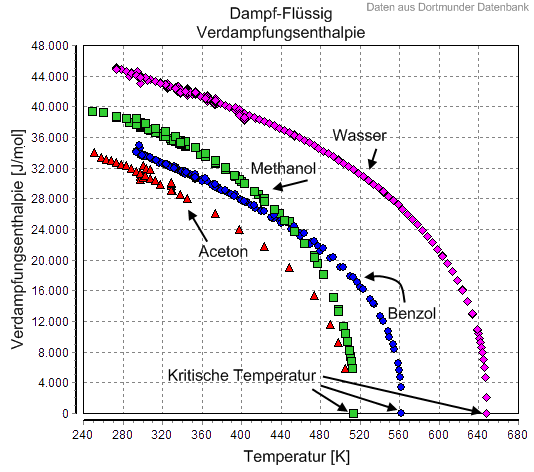
Entalpía de vaporización del agua, metanol, benceno y acetona.